# Strongylopus fuelleborni
Espèce
Synonymes
- Rana fuelleborni Nieden, 1911 "1910"

Statut de conservation UICN

 LC  : Préoccupation mineure
Strongylopus fuelleborni est une espèce d'amphibiens de la famille des Pyxicephalidae.

## Répartition
Cette espèce est endémique du centre-Sud-Est de l'Afrique. Elle se rencontre généralement entre 1 500 et 3 000 m d'altitude au Malawi, en Tanzanie et dans le nord-est de la Zambie,.

## Étymologie
Cette espèce est nommée en l'honneur de Friedrich Fülleborn (1866-1933).

## Publication originale
- Nieden, 1911 "1910" : Neue ostafrikanische Frösche aus dem Kgl. Zool. Museum in Berlin. Sitzungsberichte der Gesellschaft Naturforschender Freunde zu Berlin, vol. 1910, p. 436-441 (texte intégral).